# 2,3-Dihydrofuran
2,3-Dihydrofuran – nienasycony heterocykliczny związek organiczny zbudowany z pięcioatomowego pierścienia, w którym heteroatomem jest atom tlenu. Nienasycony charakter 2,3-dihydrofuranu jest wynikiem występowania w pierścieniu wiązania podwójnego, które znajduje się w pozycji 2,3 licząc od atomu tlenu. 2,3-Dihydrofuran jest pochodną furanu, w którym jedno z wiązań nienasyconych zostało nasycone dwoma atomami wodoru.